# The Horror Star
The Horror Star ist ein US-amerikanischer Horrorfilm aus dem Jahr 1983 mit dem deutschen Schauspieler Ferdy Mayne in der Titelrolle.

## Handlung
Der alternde Schauspieler Conrad Razkoff, ein ehemaliger Darsteller in Horrorfilmen, wird immer noch von Kunststudenten verehrt. Doch Razkoff wird immer eigenartiger. Bei den Dreharbeiten zu einem Werbespot für Gebisse ist der Regisseur mit Razkoffs Darstellung nicht einverstanden, worauf ihn der alte Schauspieler mit seinem Gehstock vom Balkon stößt. Bei einer Vorlesung, bei der Razkoff über seine Erfahrungen als Darsteller berichten soll, ist er so aufgeregt, dass er in Ohnmacht fällt.
Razkoff spricht mit seiner Frau Etta über den Tod. Er will, dass sein Entdecker Regisseur Baumann sein Begräbnis prunkvoll inszeniert. Ragzoff bricht nach seiner Ansprache zusammen. Baumann ergeht sich voller Neid in Beschuldigungen, weil Razkoff durch die Filme zum reichen Star geworden ist, während Baumann nicht weiterkommt. Razkoff hat seinen Tod vorgetäuscht, fällt Baumann an und erstickt diesen mit einem Kissen.
Kurze Zeit später stirbt Razkoff tatsächlich. Nach dem Begräbnis suchen in der Nacht sieben Studenten das Grab auf. Sie schleichen sich in die Gruft, in der der Sarg steht. Zu ihrer Überraschung beginnt ein Film an der Wand, in dem Razkoff die Studenten begrüßt, obwohl sie in die Gruft eingebrochen sind. Die ängstliche Meg will verhindern, dass die anderen die Leiche mitnehmen. Doch sie hören nicht auf sie und bringen Razkoff in seinem Sarg zu einem alten Haus und deponieren ihn in einer Dachkammer. Mrs. Razkoff bemerkt den Leichendiebstahl, so auch die Polizei. Die Witwe will mit Hilfe des Mediums Mrs. Rohmer Kontakt mit ihrem verstorbenen Mann aufnehmen, was auch von Erfolg gekrönt ist.
Durch Mrs. Rohmer nimmt er Kontakt zu seiner Frau auf, die ihn auffordert, sich für den Leichendiebstahl zu rächen. Der Sarg explodiert und Razkoff erhebt sich. Das Pärchen Oscar und Donna zieht sich zurück, doch Donna ist verängstigt, als sie eine Gestalt bemerkt. Oscar will dem auf den Grund gehen, doch er wird von Razkoff angegriffen, der ihm die Zunge ausreißt. Donna flüchtet aus dem Haus, begegnet jedoch draußen Razkoff, der sie mit schwarzer Magie in Brand setzt. Die fünf übrigen vermissen Oscar und Donna und suchen nach ihnen. Bobo wird von Razkoff hypnotisiert und zur Gruft geschickt. Dort erstickt Bob an freigesetzten giftigen Dämpfen. Eve hat sich derweil in ein Zimmer zurückgezogen, um einen Film zu sehen. Sie wird von Donnas Stimme rausgelockt und von Razkoff getötet.
Die drei übrig Gebliebenen – Meg, Saint und Stu – verfallen in Panik. Meg will zur Polizei gehen. Da Saints Auto nicht angspringt, will Stu eine Taschenlampe von drinnen holen. Er läuft Razkoff über den Weg, der ihn köpft und den Kopf auf den Rasen vor dem Haus wirft. Meg und Saint suchen nach Stu und finden stattdessen Donnas verbrannte Leiche. Sie flüchten ins Haus zurück. Saint will sein Auto reparieren, während Meg von Razkoff auf dem Dachboden in eine Falle gelockt wird. Meg stößt ein Kruzifix in Razkoffs Körper und wird ohnmächtig. Stu versteckt die Ohnmächtige und trägt Razkoffs Leiche zur Gruft. Zur gleichen Zeit kommen Polizeibeamte am Haus an und finden die bewusstlose Meg und die Leichen ihrer Freunde.
Auf dem Friedhof wird Stu vom wiedererwachten Razkoff angegriffen und im Krematorium getötet. Dann kehrt er zu seiner Gruft zurück. Kurze Zeit später wird die Gruft von Mrs. Razkoff und dem Medium Mrs. Rohmer besucht, die sich von Razkoff ein letztes Mal verabschieden wollen. Mrs. Rohmer will sich nochmal alleine verabschieden, also verlässt Conrads Frau die Gruft. Das Medium zieht nun der Leiche die Ringe vom Finger und nimmt alles Wertvolle an sich, u. a. Geldscheine aus der Manteltasche. Razkoff erhebt sich und erstickt Mrs. Rohmer, indem er ihr die Geldscheine in den Mund stopft.
Im Fernsehen wird ein Video gezeigt, das in Razkoffs Gruft aufgenommen ist. Razkoff informiert die Zuschauer, dass die Hölle gar nicht so schlimm sei. Er bittet sich mehr Respekt für die Toten aus.

## Kritiken
Das Lexikon des internationalen Films bezeichnete den Film als "Horrorfilm ohne Atmosphäre und Fantasie, der nichts mit der reizvollen Ausgangsidee anzufangen weiß."

## Hintergrund
Uraufgeführt wurde der Film beim Festival des Fantastischen Films in Avoriaz im Januar 1983. In Deutschland kam er am 12. August 1983 in die Kinos.
Die Szenen, die den Charakter Conrad Razkoff in seinen Glanzrollen zeigen, sind Filmausschnitte mit Christopher Lee in dessen frühen Rollen.